# Mécrin
Mécrin település Franciaországban, Meuse megyében. Lakosainak száma 188 fő (2022. január 1.). Mécrin Apremont-la-Forêt, Boncourt-sur-Meuse, Han-sur-Meuse, Pont-sur-Meuse, Sampigny és Vadonville községekkel határos.

## Népesség
A település népességének változása:
| Lakosok száma | 258  | 210  | 236  | 246  | 232  | 225  | 224  | 223  | 211  | 188  |
|               | 1968 | 1982 | 1990 | 2006 | 2013 | 2015 | 2017 | 2019 | 2020 | 2022 |